# E 1999 Eternal
E. 1999 Eternal é o segundo álbum de longa duração do grupo de hip hop Bone Thugs-n-Harmony, lançado em 25 de Julho de 1995 sob a gravadora Ruthless. O álbum foi lançado 4 meses após a morte do rapper Eazy-E, que foi o produtor executivo do álbum. E. 1999 Eternal recebeu várias críticas positivas.
"E. 1999 Eternal" se tornou o álbum com o maior número de vendas da banda, com 6.120.000 cópias vendidas só nos Estados Unidos, sendo mais de 10 milhões no mundo todo. Estreou no número 1 na Billboard 200 com 337.000 cópias vendidas na primeira semana e permaneceu em primeiro lugar durante 2 semanas. Também foi nomeado para um Grammy, na categoria melhor álbum rap, mas acabou perdendo para "Poverty's Paradise", do grupo Naughty by Nature.

## Recepção
| Críticas profissionais | Críticas profissionais |
| Avaliações da crítica  | Avaliações da crítica  |
| Fonte                  | Avaliação              |
| ---------------------- | ---------------------- |
| Allmusic               | [ 3 ]                  |
| Robert Christgau       | (C)                    |
| Entertainment Weekly   | (B-)                   |
| Los Angeles Times      | [ 6 ]                  |
| NME                    | (7/10)                 |
| Q                      | [ 7 ]                  |
| Rolling Stone          | [ 8 ]                  |
| Rolling Stone          | [ 9 ]                  |
| Stylus Magazine        | (favorável)            |
| Vibe                   | (favorável)            |

Avaliações críticas de E. 1999 Eternal foram na maioria positivas. Jason Birchmeier do Allmusic o descreveu como "uma estreia de longa duração que descarta qualquer noção de que o grupo era um mero one-hit wonder" e afirma que "mantém um tom consistente, um que é ameaçador e sombrio, produzido inteiramente por DJ U-Neek, um produtor de Los Angeles que molda as canções com batidas sombrias e esfumaçadas de G-funk e melodias de sintetizadores."

## Faixas
| #  | Título                                       | Produtor(es)                    | Compositor(es)                                                          | Duração |
| -- | -------------------------------------------- | ------------------------------- | ----------------------------------------------------------------------- | ------- |
| 1  | "Da Introduction"                            | DJ U-Neek                       | Bone Thugs-n-Harmony; DJ U-Neek; Tony Hester                            | 4:25    |
| 2  | "East 1999"                                  | DJ U-Neek, Tony C               | Bone Thugs-n-Harmony; DJ U-Neek; Tony C                                 | 4:21    |
| 3  | "Eternal"                                    | DJ U-Neek, Kenny McCloud        | Bone Thugs-n-Harmony; DJ U-Neek; Eazy-E                                 | 4:03    |
| 4  | "Crept and We Came"                          | DJ U-Neek                       | Bone Thugs-n-Harmony; DJ U-Neek                                         | 5:03    |
| 5  | "Down '71 (The Getaway)"                     | DJ U-Neek                       | Bone Thugs-n-Harmony                                                    | 4:50    |
| 6  | "Mr. Bill Collector"                         | DJ U-Neek, Tony C               | Bone Thugs-n-Harmony; DJ U-Neek; Tony-C                                 | 5:01    |
| 7  | "Budsmokers Only"                            | DJ U-Neek                       | Bone Thugs-n-Harmony; DJ U-Neek                                         | 3:32    |
| 8  | "Tha Crossroads (DJ U-Neek's Mo Thug Remix)" | DJ U-Neek, Tony C               | A. Henderson; B. McCane; C. Scruggs; Marvin Isley; S. Howse; Middleton; | 3:43    |
| 8  | "Crossroad" (Clean Version)                  | DJ U-Neek, Bone Thugs-n-Harmony | A. Henderson; S. Howse; C. Scruggs; B. McCane; T. Middleton; T. Cowen   | 3:32    |
| 9  | "Me Killa"                                   | DJ U-Neek, Kenny McCloud        | Bone Thugs-n-Harmony; DJ U-Neek                                         | 0:55    |
| 10 | "Land of tha Heartless"                      | DJ U-Neek, Bone Thugs-n-Harmony | Bone Thugs-n-Harmony; DJ U-Neek; Kenny McCloud                          | 3:05    |
| 11 | "No Shorts, No Losses"                       | DJ U-Neek, Bone Thugs-n-Harmony | Bone Thugs-n-Harmony; DJ U-Neek; Kenny McCloud                          | 4:52    |
| 12 | "1st of tha Month"                           | DJ U-Neek                       | A. Henderson; B. McCane; C. Scruggs; M.J. Powell; S. Howse              | 5:14    |
| 13 | "Buddah Lovaz"                               | DJ U-Neek, Tony C               | Bone Thugs-n-Harmony; DJ U-Neek; Tony C                                 | 4:44    |
| 14 | "Die Die Die"                                | DJ U-Neek                       | Bone Thugs-n-Harmony; DJ U-Neek                                         | 2:51    |
| 15 | "Mr. Ouija 2"                                | DJ U-Neek, Bone Thugs-n-Harmony | Bone Thugs-n-Harmony; DJ U-Neek                                         | 1:16    |
| 16 | "Mo Murda"                                   | DJ U-Neek, Tony C               | Bone Thugs-n-Harmony; DJ U-Neek; Tony C                                 | 5:44    |
| 17 | "Shotz to Tha Double Glock"                  | DJ U-Neek, Kenny McCloud        | Bone; DJ U-Neek; Graveyard Shift; Kenny McCloud; Poetic Hustlas         | 4:42    |

A versão censurada do álbum contém apenas 15 das 17 faixas originais, removendo "Mo Murda" e "Shotz to Tha Double Glock". A versão censurada também contém a versão original e menos famosa do hit single "Tha Crossroads".

## Formação
- Eric 'Eazy-E' Wright	 - 	Produtor Executivo
- D.J. U-Neek	 - 	Produção, Gravação
- Aaron Connor	 - 	Engenharia e Gravação
- Don Cunningham	 - 	Design e Direção de Arte
- Tony Cortez	 - 	Gravação
- Madeleine Smith	 - 	Clareza dos Samples

## Paradas

### Posição nas paradas
Álbum
| Parada (1995)               | Posição |
| --------------------------- | ------- |
| U.S. Billboard 200          | 1       |
| U.S. Top R&B/Hip Hop Albums | 1       |

Singles
| Canção             | Parada (1995)              | Posição |
| ------------------ | -------------------------- | ------- |
| "1st of tha Month" | U.S. Billboard Hot 100     | 14      |
| "1st of tha Month" | U.S. Hot R&B/Hip-Hop Songs | 12      |
| "1st of tha Month" | U.S. Hot Rap Tracks        | 4       |
| "East 1999"        | U.S. Billboard Hot 100     | 62      |
| "East 1999"        | U.S. Hot R&B/Hip-Hop Songs | 39      |
| "East 1999"        | U.S. Hot Rap Tracks        | 8       |
| Single             | Parada (1996)              | Posição |
| "Tha Crossroads"   | U.S. Billboard Hot 100     | 1       |
| "Tha Crossroads"   | U.S. Hot R&B/Hip-Hop Songs | 1       |
| "Tha Crossroads"   | U.S. Hot Rap Tracks        | 1       |

### Anteceção e sucessão naBillboard 200
| Precedido por Dreaming of You por Selena | Billboard 200 12 de agosto–19 de agosto de 1995 | Sucedido por Cracked Rear View por Hootie & the Blowfish |

## Singles
| Informação                                                                    |
| ----------------------------------------------------------------------------- |
| "1st of tha Month" - Lançamento: 15 de Agosto de 1995 - B-side: - RIAA: Ouro  |
| "East 1999" - Released: 21 de Novembro de 1995 - B-side: - RIAA: N/A          |
| "Tha Crossroads" - Released: 23 de Abril de 1996 - B-side: - RIAA: 2× Platina |